# Minimes (Toulouse)
Pour les articles homonymes, voir Minimes.
Les Minimes est un quartier de Toulouse, situé au nord du centre-ville, entre le canal du Midi et le quartier Barrière-de-Paris. Administrativement, le quartier est membre du Secteur 3 Toulouse-Nord de la ville, et correspond au quartier administratif 3.1.

## Géographie

### Localisation
Le quartier se situe dans le secteur 3 de Toulouse (Toulouse-Nord), au nord de la ville. Il est centré sur l'avenue des Minimes, entre les quartiers des Izards-Trois Cocus au nord et Compans-Caffarelli au sud. Le canal du Midi et le canal de Garonne le bordent respectivement à l'ouest et au sud. La limite ouest des Minimes est matérialisée par le canal donc, mais aussi par le périphérique de Toulouse, qui le sépare des Sept Deniers.

### Voies de communication et transports
Dès la construction du Canal du Midi, on construisit un pont pour relier le quartier au quartier Arnaud-Bernard où les maraîchers portaient quotidiennement leur production de légumes.

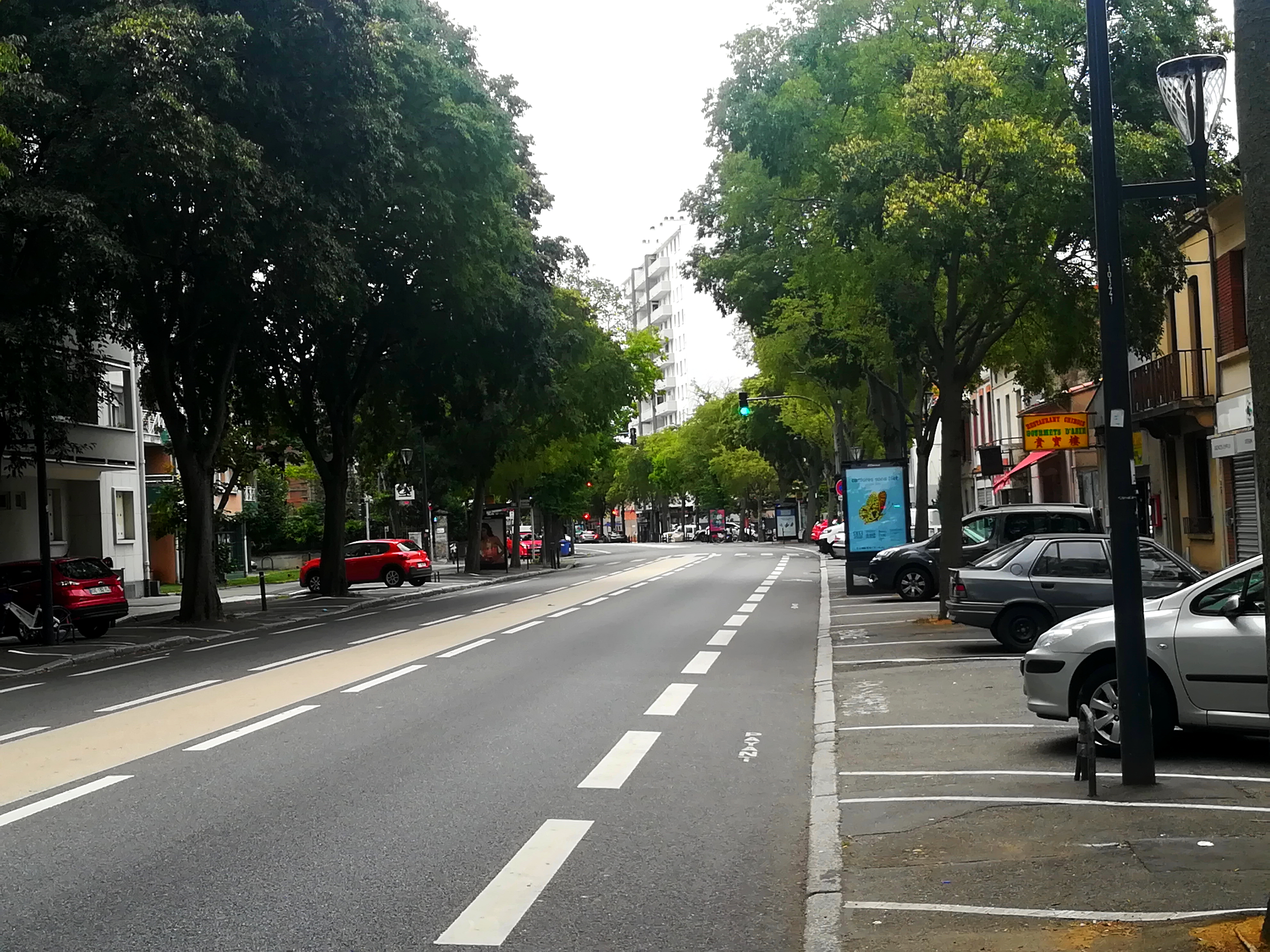
L'avenue des Minimes, artère centrale du quartier.

Dans les années 1860, une ligne de transport en commun a desservi le quartier, d'abord des omnibus tirés par des chevaux et, depuis 1906, une des lignes du tramway électrique de Toulouse. Elle fut remplacée en 1950 par la ligne de bus 10, puis en 2007 par la ligne B du métro de Toulouse ainsi que les lignes de bus 27 et 29 de Tisséo. Quatre lignes d'autocars du réseau régional liO transitent également par le quartier depuis des communes de la couronne vers la gare routière.
Le quartier est un lien, à travers l'avenue des Minimes, entre le centre-ville de Toulouse et le nord de l'agglomération toulousaine et de la Haute-Garonne. En effet, dans la continuité de l'avenue des Minimes se trouvent l'avenue des États-Unis, l'avenue de Fronton et la route de Launaguet, permettant le transit entre de nombreuses villes au nord de Toulouse et la ville rose. Le quartier est donc un passage obligé en voiture comme en transports en commun pour relier le centre de Toulouse et le nord de la métropole.

## Urbanisme

### Morphologie urbaine
Alors que 29 % du territoire du quartier est bâti en 2016, 16 % de celui-ci est végétalisé. La part du territoire bâti ou végétalisé est dans les deux cas supérieur à la moyenne de Toulouse.

### Logement
En 2016, 15 470 logements sont présents sur le territoire. Parmi eux, 90 % sont des résidences principales, 2 % des résidences secondaires et 8 % des logements vacants. La grande majorité de ces logements sont des appartements (83 %) contre 16 % de maisons. Plus d'un tiers des occupants sont propriétaires (36 %) alors que les deux tiers (62 %) sont locataires. 
Par ailleurs, 16 % des logements sont des logements sociaux, soit plus que la moyenne toulousaine.

## Histoire
Durant le haut Moyen Âge, c'est un endroit désert, impropre à la culture et loin des remparts protecteurs du centre historique. Par la suite, des terrains seront mis en location pour les bouchers afin de faire paître leur bétail. Le Parlement ordonne que les plus démunis ainsi que les mendiants doivent défricher ce que l'on appelle la terre des landes. Il y a dès lors un modeste oratoire dédié à saint Quentin appartenant aux chanoines de l'abbaye Saint-Sernin, remplacé au XIVe siècle par un sanctuaire dédié à saint Roch.
Le quartier doit son nom à l'installation de religieux de l'ordre des Minimes en 1493 dans la chapelle Saint-Roch, qui leur est donnée par l'abbé de Saint-Sernin, Laurent Alleman, confirmée par lettre patente du roi Louis XII le 11 avril 1502. Le 11 mai 1503, les moines prennent officiellement possession du lieu pour y construire leur couvent, en présence de l'abbé de Saint-Sernin. 
Autrefois, la rue du Caillou-Gris, qui part du Marché-aux-Cochons, se situait à la limite des terres de la confrérie des Minimes. Le nom de la rue vient de l'habitude qu'avait les moines de jeter les cailloux les gênant dans leurs terres par delà la limite du couvent.
L'ordre des Minimes est dissous en 1790 ; à ce moment il comptait encore 21 moines, précédemment ils y étaient jusqu'à quarante.
Au XIXe siècle, des maraîchers s'y installent. Ils resteront nombreux jusque dans les années 1960. Le quartier est fait de petites rues, de maisons basses faites en briques et galets que l'on appelle les toulousaines ». L'artère principale est l'avenue des Minimes qui dans un axe nord/sud relie le quartier au nord du centre-ville au quartier Arnaud-Bernard.

### L'église
L'église fut construite entre 1503 et 1546, appuyée à la chapelle Saint-Roch. Elle est de style gothique. Pendant la Révolution française, le clocher fut détruit et pendant des décennies le bâtiment servit comme minoterie. À la demande de la population, le conseil municipal rachète le bâtiment en 1851 pour qu'il redevienne un lieu de culte, et le clocher est reconstruit en 1892.

## Démographie
En 2016, on dénombrait 25 791 habitants dans le quartier sur 261 hectares, soit une densité de 9 882 hab./km2. Par rapport à 2011, la population avait alors augmenté de 5,8 %, soit au même rythme que l'évolution démographique de l'ensemble de Toulouse.

## Économie

### Revenus de la population
Malgré des disparités à l'échelle du territoire, le revenu médian de la population des Minimes est supérieur à la moyenne toulousaine.

### Emploi
En 2016, la population âgée de 15 à 64 ans s'élevait à 14 564 personnes, dont 19 % de chômeurs. 71 % des habitants du quartier sont des actifs, soit plus que dans le reste de la ville de Toulouse. Les retraités, eux, représentent 18 % de la population des Minimes. 
La majorité des résidents aux Minimes sont cadres (29 %), professions intermédiaires (28 %) ou employés (26 %).

## Équipements et monuments

### Entreprises et commerces
En 2016, le quartier comptait 46 commerces de proximité (supérettes, boulangeries, coiffeurs, etc.).
Le site Saint-Éloi de l'entreprise Airbus est situé dans le quartier, au sud-ouest de celui-ci. Il s'agit d'un des principaux sites du constructeur aéronautique à Toulouse, et l'un des seuls situés en dehors de la zone aéroportuaire. Par ailleurs, le lycée Airbus, formant les futurs salariés de l'entreprise, se trouve à proximité du site.

### Équipements publics
L'hôtel de police de Toulouse est situé le long du canal du Midi, au niveau de la station de métro du même nom, au sud du quartier.
Les Minimes comptent plusieurs établissements scolaires, parmi lesquels le collège Claude Nougaro ou le groupe scolaire Curie.

### Lieux culturels et monuments

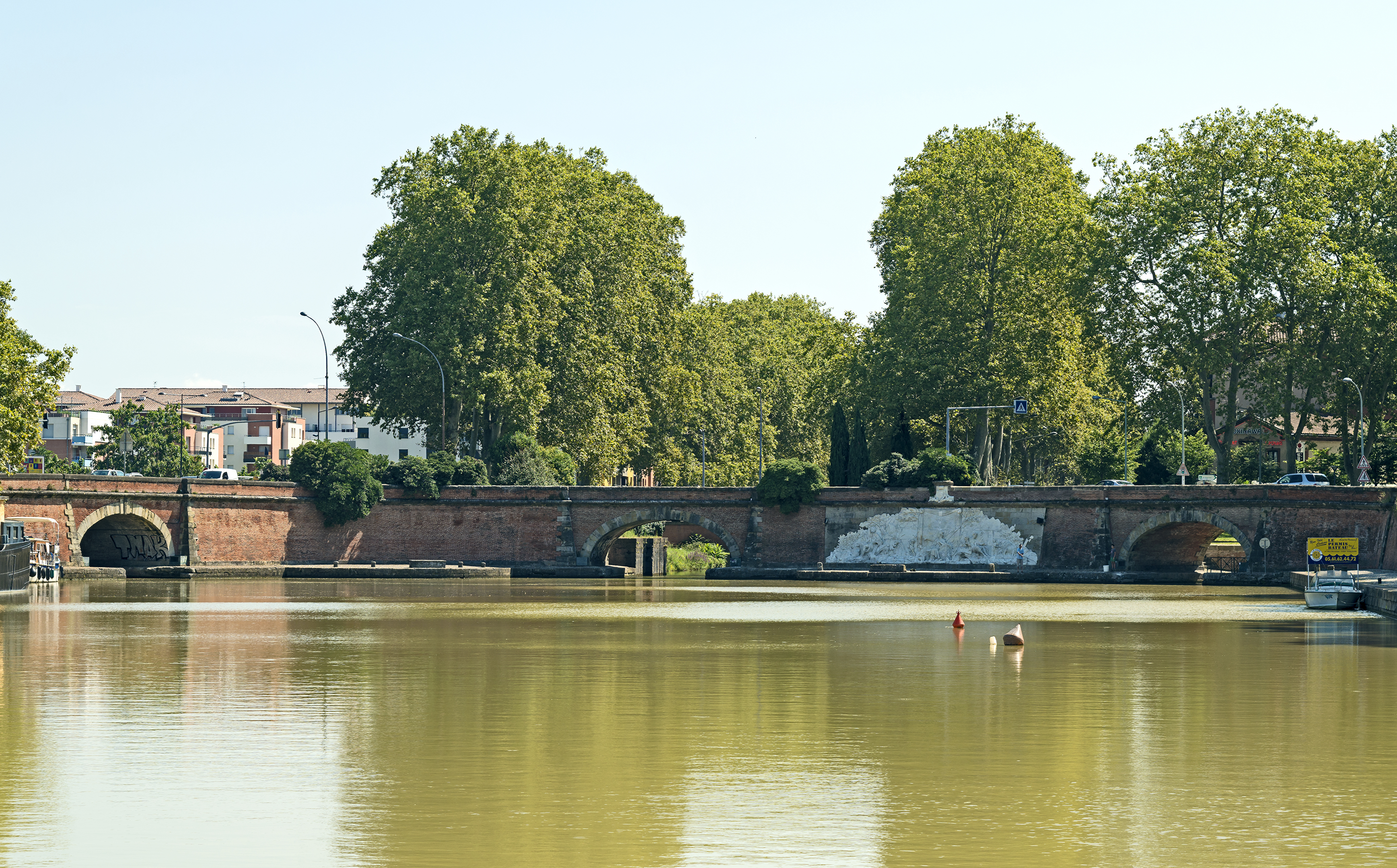
Les Ponts-Jumeaux sont situés au sud-ouest des Minimes.

L'église des Minimes, située au cœur du quartier, est le principal monument religieux du secteur. Plusieurs jardins et parcs sont également situés aux Minimes, à divers endroits du quartier.
Les Ponts-Jumeaux sont également situés en partie sur le territoire du quartier, à la limite avec les Amidonniers et les Sept Deniers.

## Personnalités liées au quartier
- Claude Nougaro, chanteur, compositeur et interprète ;
- Raymond Abellio, écrivain et philosophe ;
- Florian et Olivio Ordonez, plus connus sous le nom de Bigflo et Oli ;
- Alice Bessou-Kokine (1923-1945), résistante morte à Ravensbrück.

## Galerie de photographies

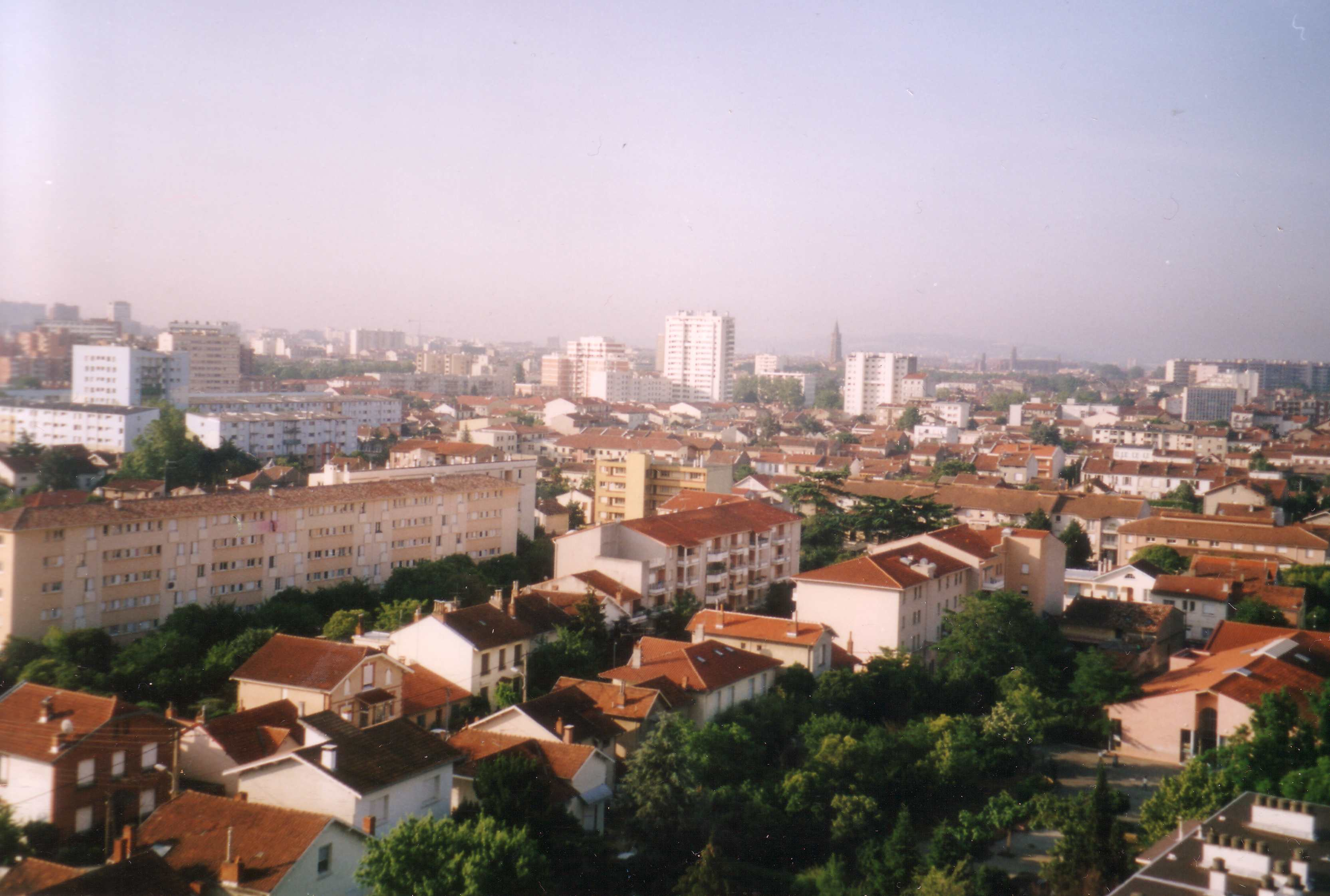
Vue d'ensemble des Minimes.
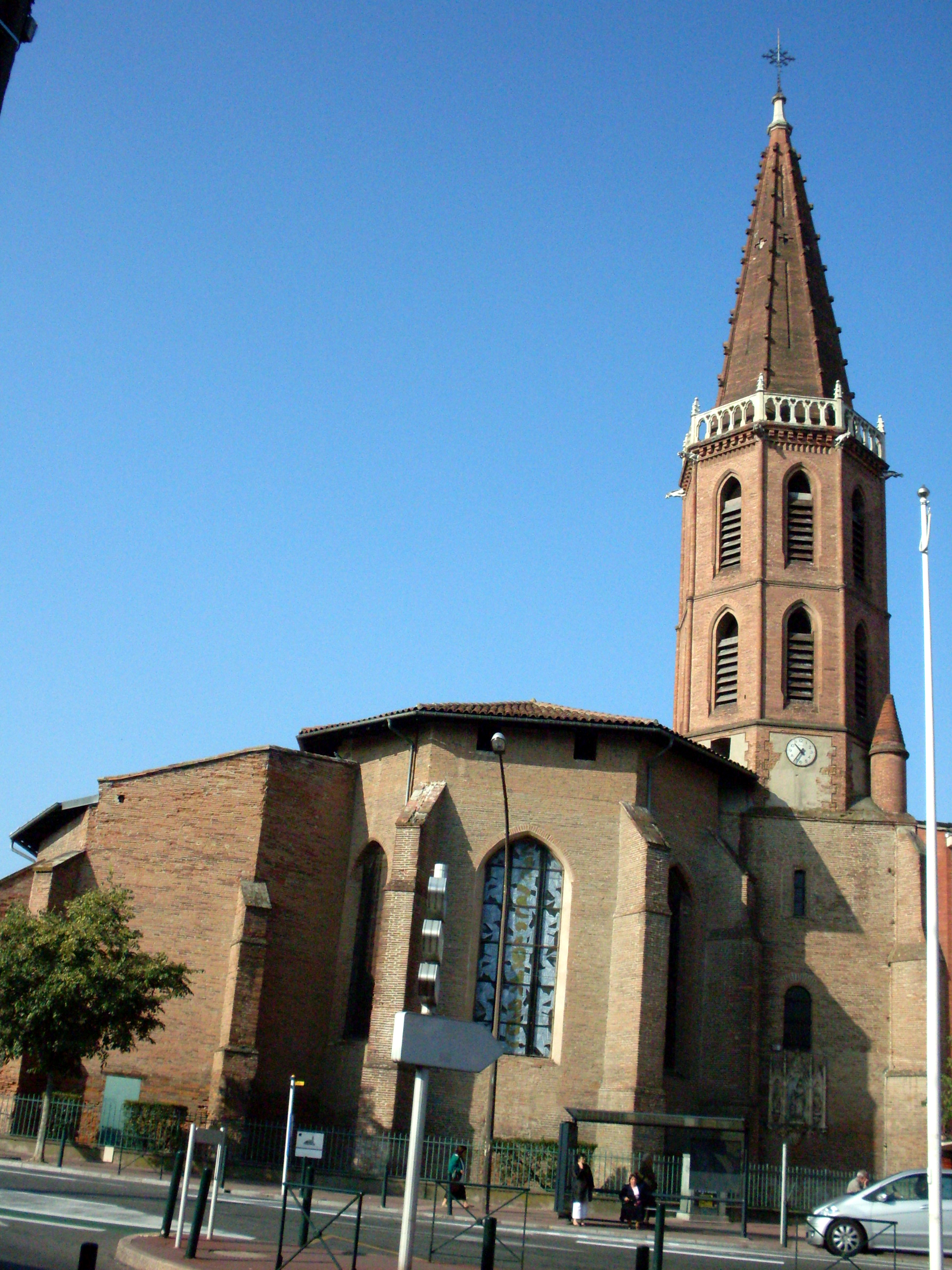
L'église des Minimes.
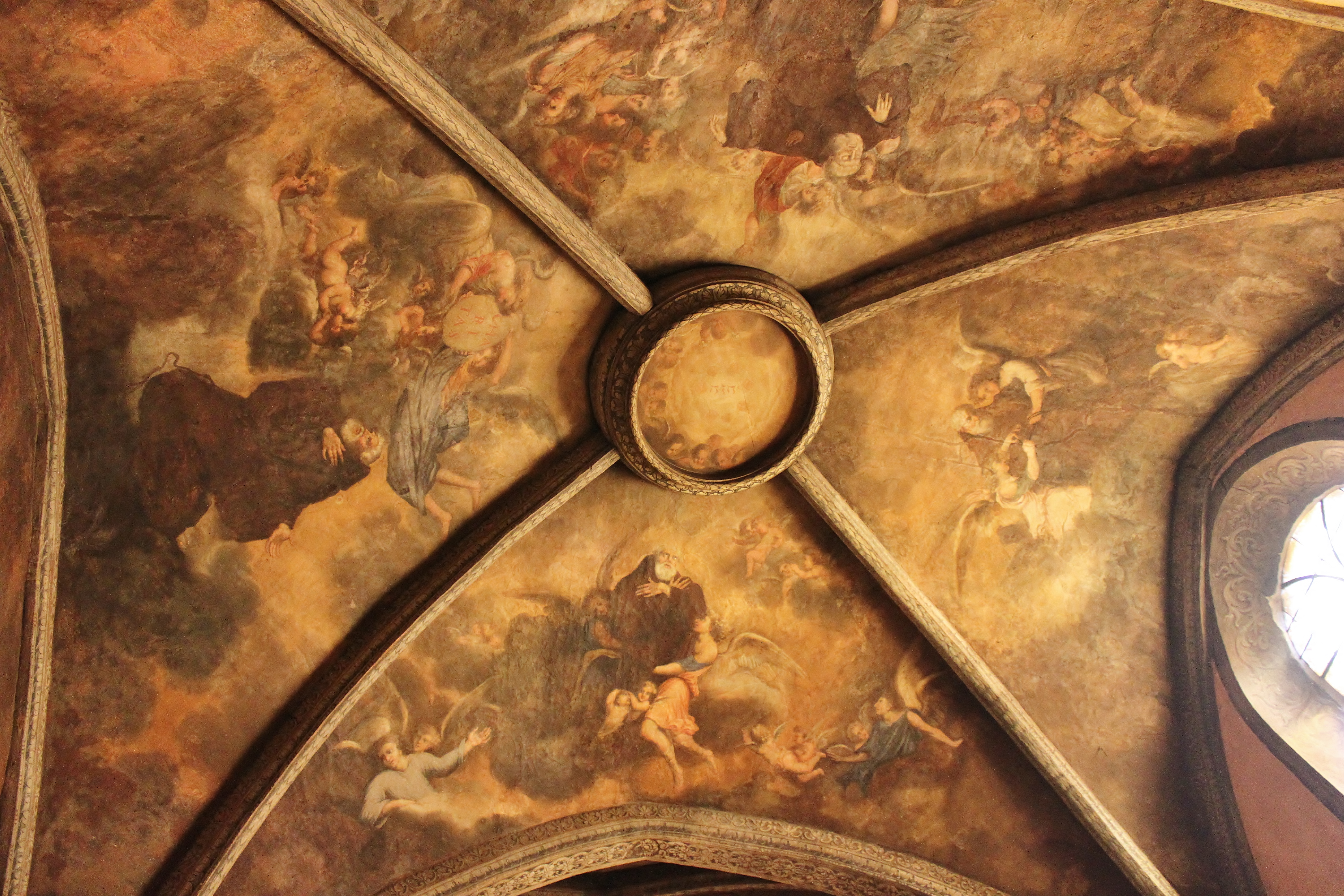
Voûte peinte de la chapelle Saint-Roch (début XVIIème siècle).
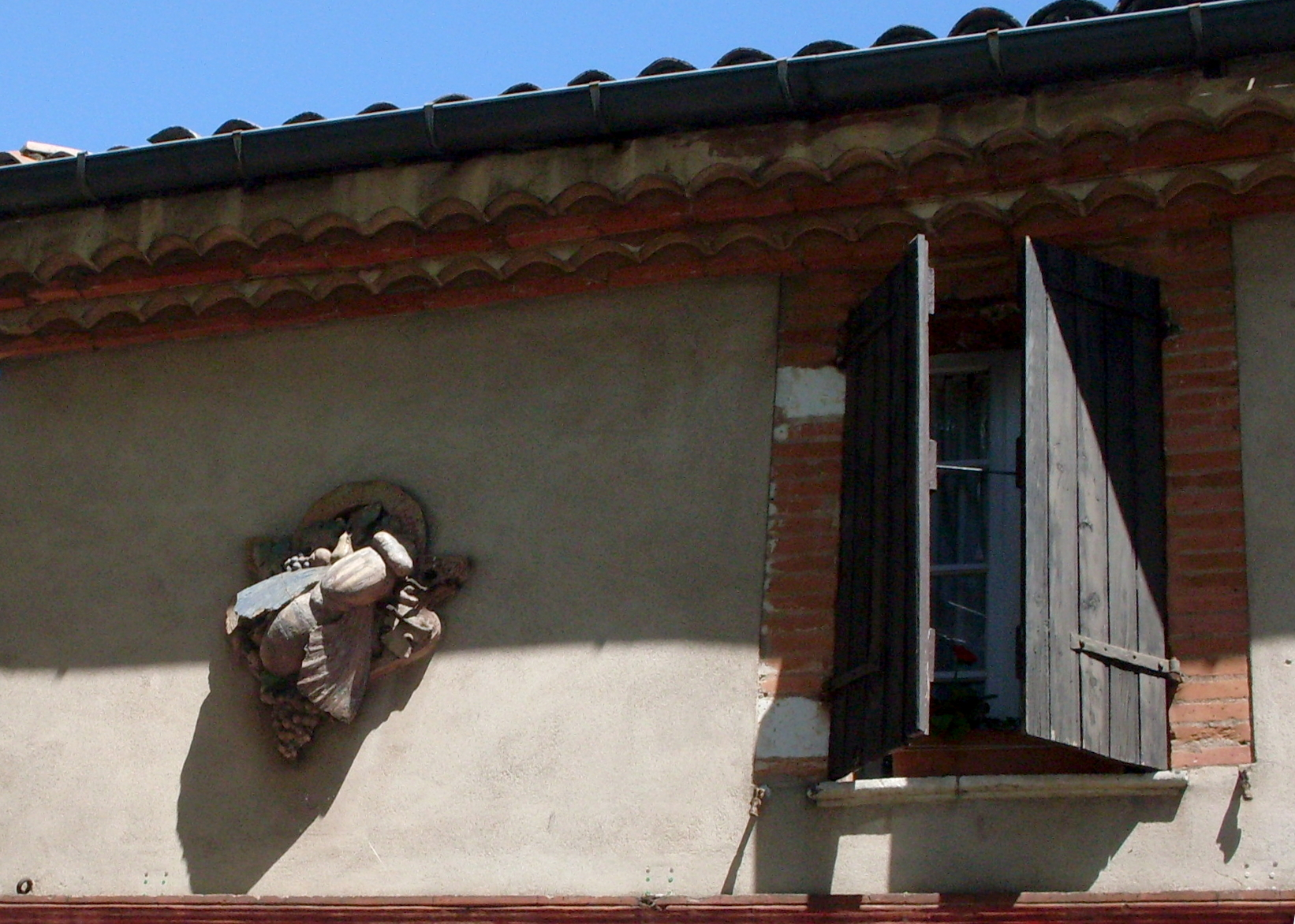
La Maison à la mouche, ancienne ferme avec un élevage de vaches[7].
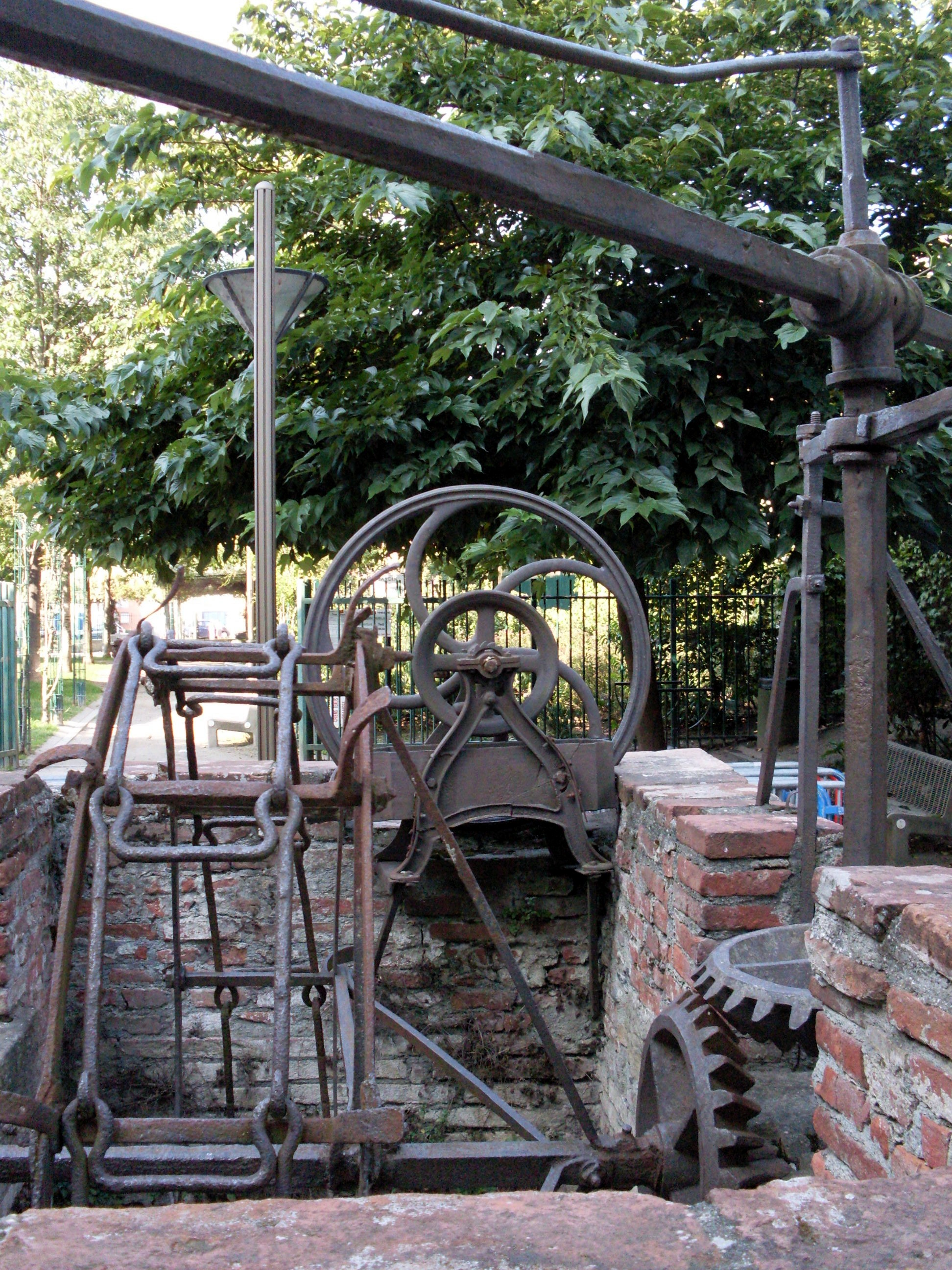
Noria devant le Jardin Claude Nougaro
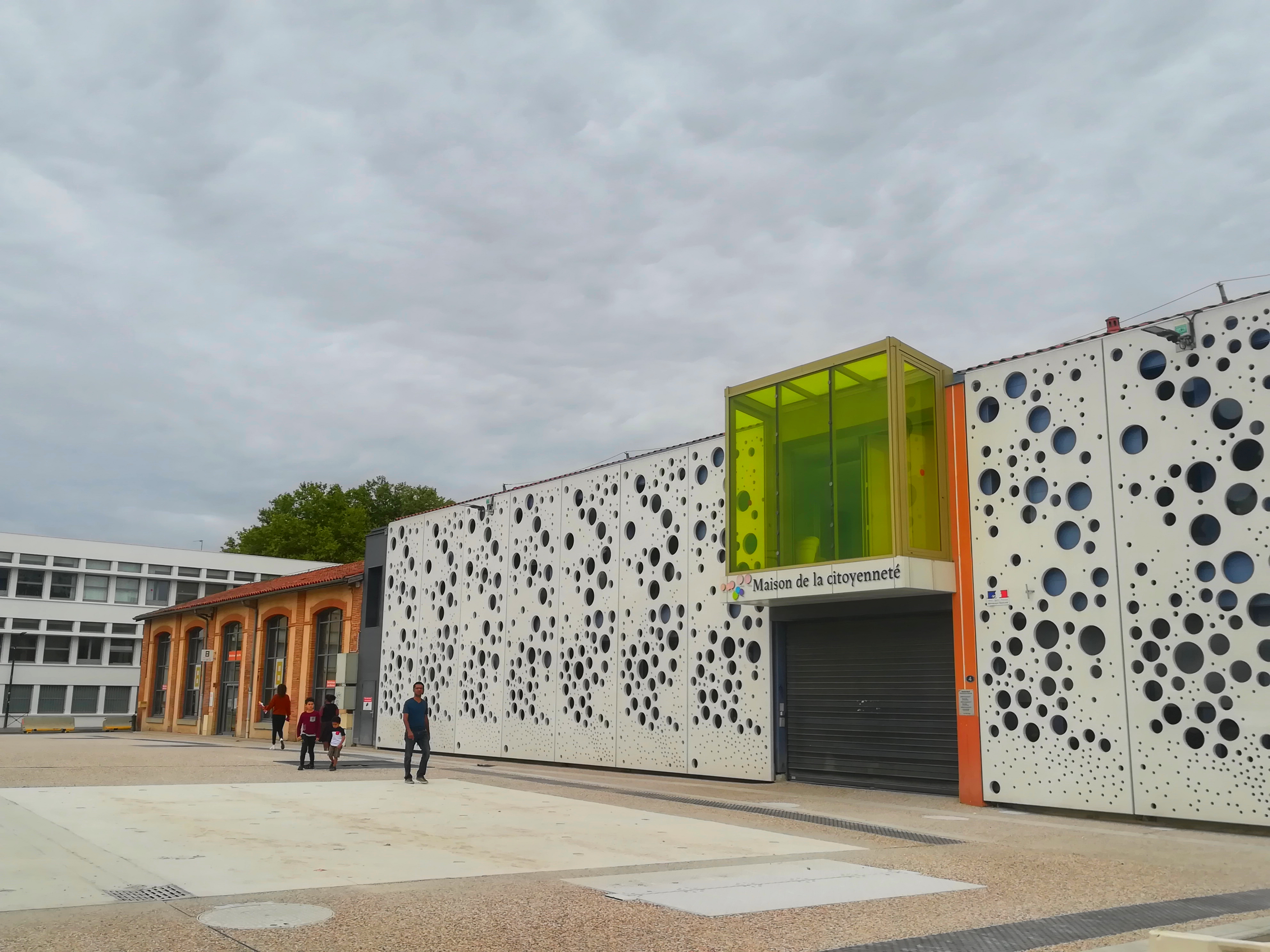
Maison de la citoyenneté sur la place du Marché aux Cochons.
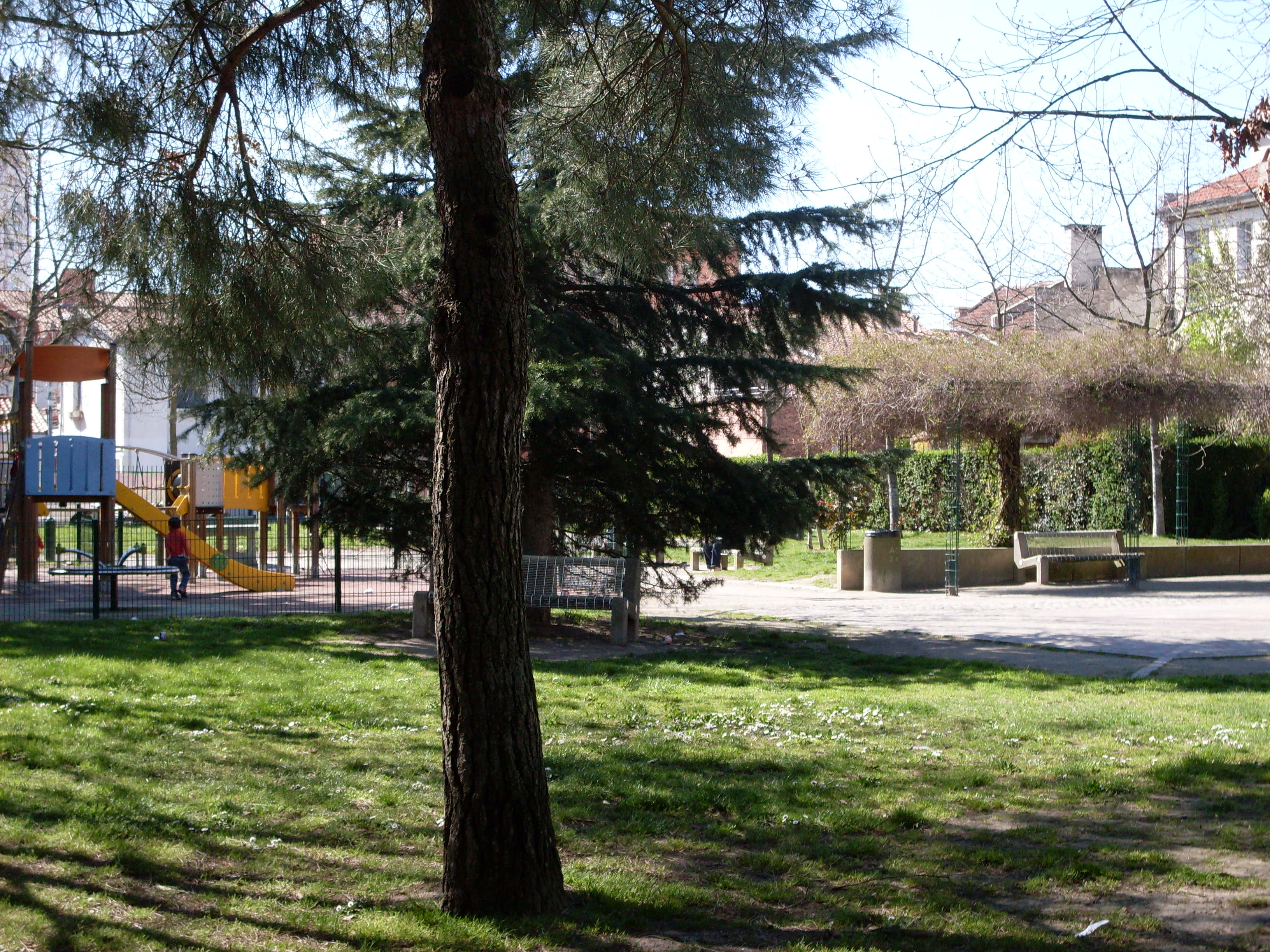
Jardin Claude Nougaro
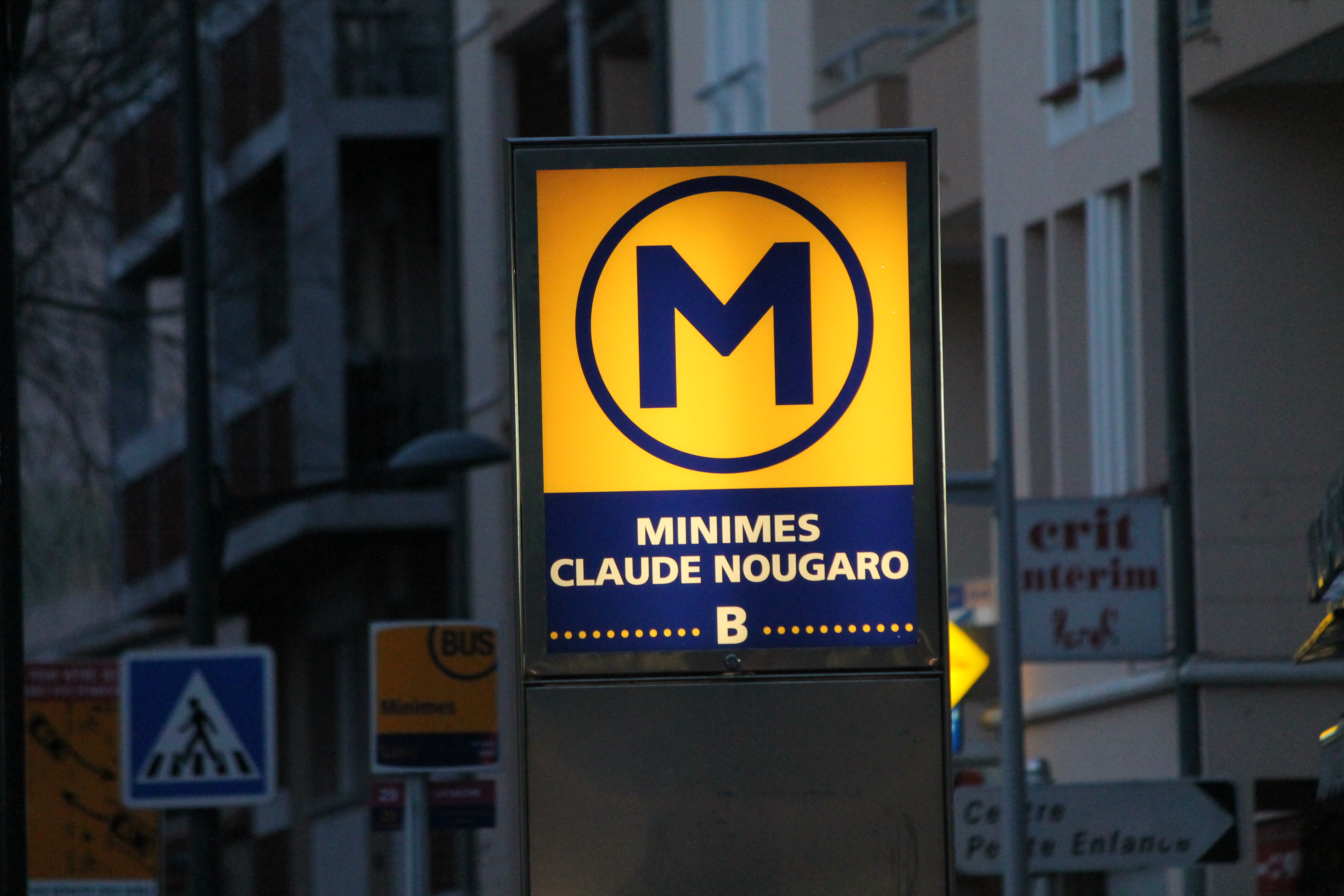
Panonceau indiquant la station Minimes – Claude Nougaro du métro de Toulouse

### Articles liés
- Négreneys
- Quartiers de Toulouse
- Minimes – Claude-Nougaro
- Canal-du-Midi
- Boulevard de Suisse